# 圣玛丽堡
圣玛丽堡（法語：Bourg-Sainte-Marie，法語發音：[buʁ sɛ̃t maʁi]）是法国上马恩省的一个市镇，位于该省东部，属于肖蒙区。

## 地理
圣玛丽堡（48°10'47"N, 5°33'22"E）面积9.19 平方千米，位于法国大東部大區上马恩省，该省份为法国东北部内陆省份，北起马恩省和默兹省，西接奥布省，西南接科多尔省，东南接上索恩省，东临孚日省。
与圣玛丽堡接壤的市镇（或旧市镇、城区）包括：阿库尔、于伊利埃库尔、伊卢、默兹河畔罗曼、默兹河畔布兰维尔、默兹河和穆宗河间布尔蒙。

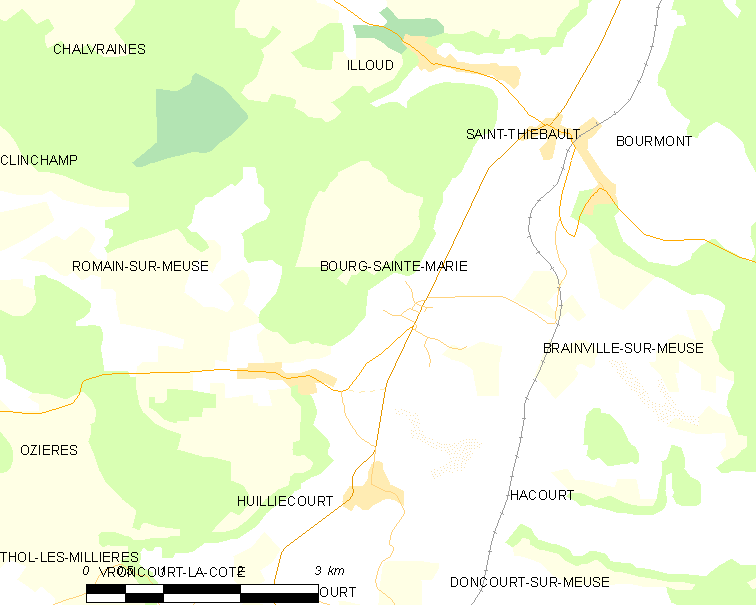
圣玛丽堡的OSM定位图

圣玛丽堡的时区为UTC+01:00、UTC+02:00（夏令时）。

## 行政
圣玛丽堡的邮政编码为52150，INSEE市镇编码为52063。

## 政治
圣玛丽堡所属的省级选区为普瓦松县。

## 人口

1962-2008年间圣玛丽堡人口变化图示

圣玛丽堡于2022年1月1日时的人口数量为85人。